# 斯迈尔斯重排反应
斯迈尔斯重排反应（Smiles rearrangement）是通式如下的分子内亲核芳香取代反应。其中，X可以为砜、硫醚、醚或其他任何可以从芳烃断裂、且对负电荷具有稳定作用的基团；Y则为强亲核试剂，如醇羟基、氨基、巯基等。
与其他亲核芳香取代反应类似，此反应底物芳环上的吸电子基对底物有活化作用，其中以邻位的吸电子基效果最为明显。